# Caso (filosofia)
Per caso in filosofia s'intende ciò che contraddistingue: 
- o un avvenimento che si verifica senza una causa definita e identificabile, contraddicendo così ogni teoria deterministica che assegna ad ogni accadimento una precisa causa;
- o un evento accaduto per cause che certamente vi sono ma non sono conosciute ovvero "non-lineari", sconnesse o meglio "intricate", che non presentano una sequenza causalità-effettualità necessitata, cioè deterministica, tale da permettere l'identificazione di esse e la predicibilità degli effetti. Il riconoscimento ontologico dell'esistenza del caso come causalità non-lineare è stata posta per primo da Antoine Augustin Cournot (1801–1877), il quale sostenne a metà dell'Ottocento che una serie di cause non sempre è lineare, ma può presentare incroci che alterano la loro conseguenzialità. Tesi poi ripresa anche da Roberto Ardigò (1828–1920) nel 1877 nell'Appendice a La formazione naturale nel fatto del sistema solare

L'interpretazione deterministica della causalità si ritrova in quelle antiche correnti filosofiche che, concependo l'universo come creato da un Logos ordinatore, negano l'esistenza del caso in quanto tutto avviene "per necessità", sostenendo che il caso è soltanto una "ignoranza delle cause", come in tempi moderni sosterrà l'astronomo Pierre Simon Laplace.
Diversamente dal determinismo, l'indeterminismo riconosce l'esistenza del caso accanto alla necessità, vedendo l'evoluzione cosmica come una loro alternanza con la quale il caso innova e la necessità conserva.

## Etimologia
Il termine italiano risale al latino casus -us che vuol dire caduta. La parola latina ricalca quella greca πτώσις che però ha significato solo grammaticale. Il casus latino si riferisce invece sia alla grammatica e sia alla dinamica ontologica, nella seconda accezione indica qualcosa che inaspettatamente accade, che ci cade di fronte.
Nella lingua greca il caso era reso dalla parola τύχη, ne abbiamo testimonianza in un frammento di Leucippo che recita: 
Anche Euripide rivela l'utilizzo di τύχη in un frammento di una tragedia andata perduta, Ipsipile, in cui si legge: 
«O pensieri mortali o vano errare

degli uomini, 

che fanno essere a un tempo

e la týche e gli dèi.  Perché se c'è 

la týche, che bisogno c'è degli dèi?

E se il potere è degli dèi, la týche non è più nulla.»
Aristotele nella Fisica (II, 5, 196 a 25 e sgg.) opera uno sdoppiamento del caso come evento oggettivo accadente in natura e come percezione soggettiva di favore o sfavore (fortuna o sfortuna) ad opera degli dèi. Egli pensa che se i fatti non hanno scopo o fine non rispondono a necessità e quindi sono fatti accidentali (Ivi, II, 6, 15-20). Ma in tal caso possono essere attribuibili o al vero caso che si verifica in natura, il tautόmaton, oppure alla fortuna, la týche. Mentre sul tautόmaton l'uomo non può influire, sulla týche invece sì, dipendendo anche da sue "scelte". La differenza tra caso e fortuna è così descritta (Ivi, II, 6, 35):
Nella lingua italiana il termine caso ha una inconsueta pluralità, non diversamente dalle altre lingue, praticamente in assenza di una radice comune poiché in francese è reso da hasard, in spagnolo da azar, in inglese da chance, in tedesco da Zufall, in russo da slùciai. Per limitarci all'italiano (analogamente alle altre lingue) il termine è soggetto ad utilizzi vari e non sempre definiti o a sinonimi nel senso di casualità, episodio, coincidenza, contingenza, esempio, evenienza, evento, eventualità, fatalità, fato, fortuna, frangente, imponderabile, ipotesi, occorrenza, possibilità, probabilità, sorte, vicenda, affare, combinazione, faccenda, questione, fatto, circostanza, situazione, accadimento, destino, traversia, congiuntura, problema, imprevisto, momento, emergenza, occasione,  ecc.) tale da far pensare all'insita difficoltà che il termine ha per una sua definizione concettuale che confina con l'irrazionalità propria di un avvenimento concepito comunemente come fuori dal controllo della ragione umana.

## Il caso nella statistica
Il caso ha rilevanza anche nell'analisi statistica quando, prendendo in esame un evento, per l'elevata presenza di cause che l'hanno determinato, o nell'impossibilità di risalire alla conoscenza del primo elemento che l'ha causato, o per la  stessa natura indeterminata del fenomeno in esame, si sostiene l'impossibilità di prevedere gli effetti di quel singolo fenomeno e di dichiararne solo la probabilità statistica, riferita ad un insieme di fenomeni simili, nella quale s'include il caso.

## Il caso nella storia della filosofia

### Filosofia antica

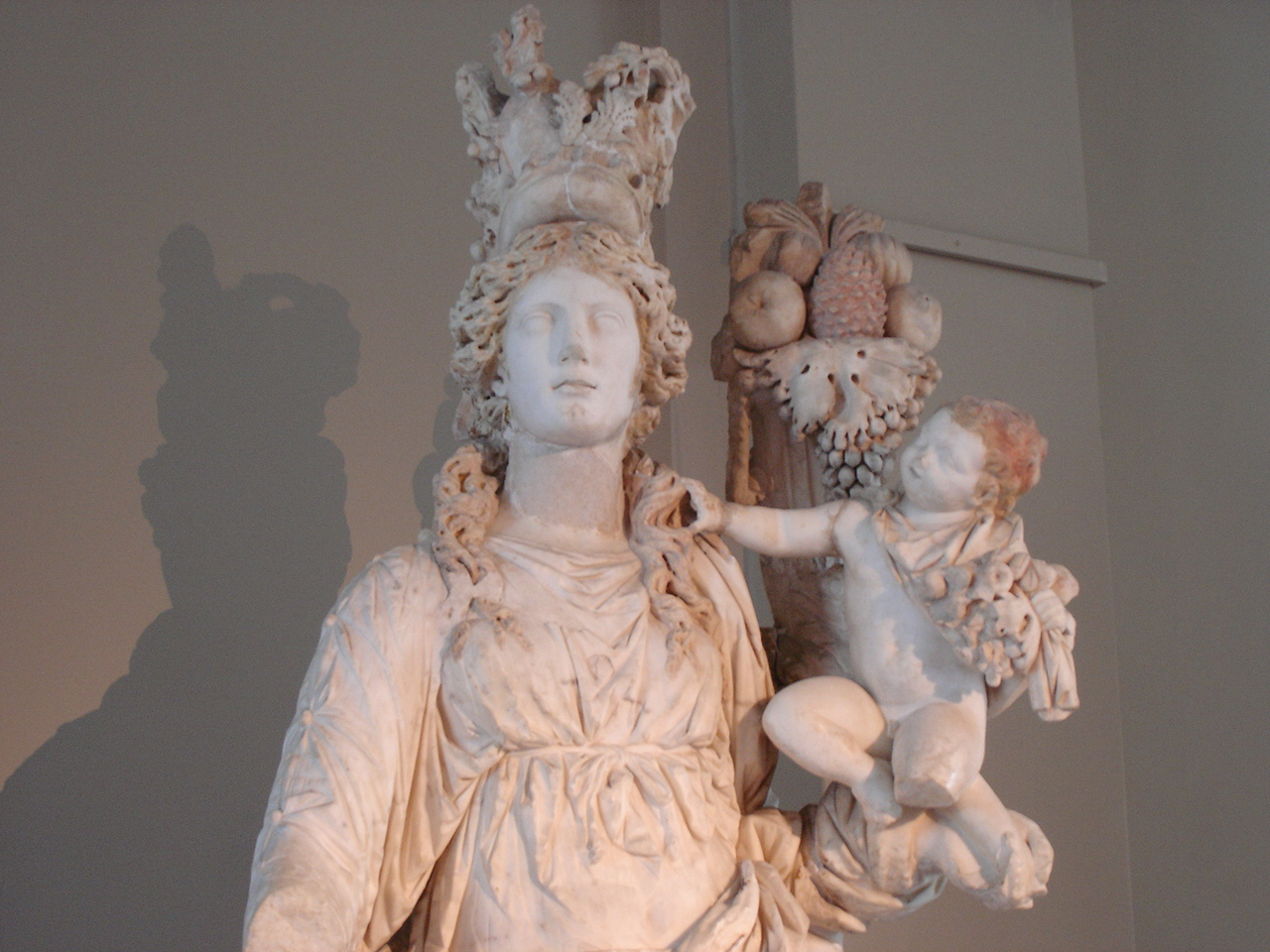
Pluto, il dio della ricchezza, in braccio alla dea Tyche

L'indeterminismo di Democrito per il quale «Tutto ciò che esiste nell'universo è frutto del caso e della necessità», viene ripreso da Epicuro con la sua teoria della parenklisis (παρένκλισις), termine successivamente tradotto da Lucrezio Caro con il termine latino clinamen, per cui avviene una fortuita deviazione nella caduta verticale di atomi che causano così cozzi atomici che danno luogo a eventi casuali.
Un tentativo di conciliare i termini contrapposti di caso, necessità e libertà è nel mito di Er che Platone colloca alla fine de La Repubblica.

(Platone, La Repubblica,617d.)
Er è un soldato morto in battaglia a cui capita di risorgere e raccontare ciò che accade nell'aldilà: il tutto avviene sotto il comando di Lachesi, figlia di Ananke, la Necessità. Conclusosi un ciclo di esistenze c'è un'adunata di tutte le anime per cominciare una nuova vita. Un araldo lancia in aria dei numeri e ogni anima raccoglie il numero che le assegna l'ordine in cui sarà chiamata. Nella vita di ciascuno quindi vi è il condizionamento del caso ma poi ogni anima, anche le ultime, potrà scegliere liberamente tra le varie opportunità. Quindi la libertà di scelta è il secondo elemento della vita dell'uomo. L'anima una volta operata la scelta non potrà più tornare indietro e quindi la vita umana è segnata anche dalla ineluttabilità, dalla necessità delle scelte operate.

### Cristianesimo
Per la filosofia cristiana l'intelletto umano poiché non è in grado di conoscere tutte le cause che determinano il mondo attribuisce al caso quello che in realtà è nei misteriosi disegni della Provvidenza divina che presiede e regola ogni avvenimento.

### Filosofia moderna
Anche Spinoza nega l'esistenza del caso poiché «Il mondo è un effetto necessario della natura divina, e non è stato fatto per caso».  Infatti nella coincidenza di Dio con la Natura non esiste nulla all'infuori di Lui e se a noi, esseri dal limitato intelletto, appare diversamente è perché siamo incapaci di cogliere la mirabile armonia del tutto.
Leibniz e Bossuet sostengono che se l'uomo crede che ci siano avvenimenti che si producono per caso questo è dovuto alla contingenza della ragione umana incapace di elevarsi alla necessità del sapere divino che ha tutto organizzato ab aeterno in un'armonia prestabilita del cosmo e della storia.
David Hume conducendo la sua critica al principio di causa, arriva ad affermare che il rapporto causa-effetto non abbia nulla di necessario nel senso che non vi è nessuna necessità che ad una precisa causa debba necessariamente corrispondere un preciso effetto. In realtà accade che alla constatazione che ad una causa solitamente corrisponde un effetto, ci si aspetta che ad una causa simile corrisponda l'effetto simile previsto, ma ciò non è detto che accada. Quindi il rapporto causa-effetto si traduce in uno stato d'animo soggettivo di attesa per cui al ripetersi di un determinato effetto si ritiene, senza alcuna assoluta certezza, che se ne debba verificare un altro simile e se questo avviene è dovuto al caso e non alla necessità.

### XIX secolo

#### Antoine Augustin Cournot
Con Antoine Augustin Cournot (1801–1877) si tenta di riportare il caso nell'ambito del principio di causalità. Il matematico francese ipotizza nel suo Saggio sui fondamenti della conoscenza umana del 1851 che il caso si manifesti quando due o più catene causali, indipendenti l'une dalle altre, s'incrocino in modo che, mentre le cause rimangono indipendenti, gli effetti delle singole catene si mescolino generando l'evento casuale. Dopo il dominio per più di un secolo del determinismo di Laplace Cournot riporta l'ontologia di causa a due principi alternantesi: il caso e la necessità. Egli scrive: 
(A.A.Cournot, Essai sur les fondements de nos connaissances et sur les caractères de la critique philosophique, Paris, Hachette 1851, cap III, pp.36-42)
Cournot introduce due concetti di causalità che nel XX secolo si affermeranno come quelli di serie causale lineare e serie causale non-lineare in riferimento alla necessità causale e  alla casualità causale.

#### John Stuart Mill
Anche John Stuart Mill (1806-1873) si è occupato del caso in A System of Logic del 1843, dove egli (III, VI, 2) vede analogamente a Cournot nella pluralità di cause non connesse (non-lineari) l'emergere ontologico del caso. Egli scrive: «Quest'imperfezione [del metodi di calcolo delle probabilità] sorge dalla pluralità delle cause. Può darsi che due casi in cui si è incontrato il fenomeno a non abbiano in comune nessun antecedente eccettuato A; ma questo non prova che tra a ed A ci sia qualche connessione, dal momento che a può avere molte cause e può essere stato prodotto, in questi differenti casi, non da qualcosa che i casi avevano in comune ma da alcuni di quei loro elementi per quali differivano.».

#### Charles Sanders Peirce
Charles Sanders Peirce (1839–1914) matematico, filosofo e semiologo statunitense, nell'opera L'ordine della natura (1878) tenta di stabilire una connessione tra il caso e la necessità: due concetti che di per sé non hanno significato se presi singolarmente, poiché l'uno è comprensibile e ha senso in quanto richiama l'altro. Se si dicesse che tutto il mondo è dominato dal caso ciò, alla fine, vorrebbe dire che saremmo in presenza di una realtà univoca con caratteristiche di un rigoroso ordine molto maggiori del mondo reale in cui viviamo in cui vi è la presenza sia del caso che della necessità.
In realtà noi parliamo di necessità o caso a seconda degli interessi con cui ci poniamo di fronte a un mondo dove non esiste alcuna necessità, ed anzi il mondo è immerso nel dominio del caso, dell'imprevedibilità e dell'irregolarità: è questa la concezione che Peirce denominò tichismo  (da τύχη = caso, fortuna) e che faceva riferimento ad una contemporanea polemica nata a proposito della teoria evoluzionistica di Charles Darwin secondo la quale le variazioni morfologiche degli esseri viventi erano dovute alla casualità.
In questo modo infatti secondo Darwin dunque veniva escluso nella considerazione della natura ogni finalismo di un'azione provvidenziale di un Dio creatore mentre secondo altri scienziati, come Asa Gray (1810–1888) proprio l'apparente casualità confermava che questa era diretta in realtà alla costituzione di un ordine voluto da un intelletto divino.

### XX secolo

#### Jacques Monod
Con il libro Il caso e la necessità (1971)  Jacques Monod (1910–1976), biologo e filosofo francese, vincitore del premio Nobel per la medicina nel 1965, s'inseriva nella polemica sostenendo che: 
Gli esseri viventi infatti rappresentano un sistema chiuso caratterizzati dall'"invarianza" e dalla "teleonomia" cioè dalla capacità di trasmettere la propria struttura genetica alle generazioni successive. Quando si verifica una mutazione questa è da ascrivere non ad una  possibile interazione con l'ambiente ma piuttosto con eventi casuali verificatisi al suo interno: 
Tuttavia, dal momento in cui la modifica nella struttura del DNA si è verificata, una volta avvenuta la mutazione «l'avvenimento singolare, e in quanto tale essenzialmente imprevedibile, verrà automaticamente e fedelmente replicato e tradotto, cioè contemporaneamente moltiplicato e trasposto in milioni o miliardi di esemplari. Uscito dall'ambito del puro caso, esso entra in quello della necessità, delle più inesorabili determinazioni. La selezione opera in effetti in scala macroscopica, cioè a livello dell'organismo.»
Monod quindi opera una sintesi tra il caso che origina le mutazioni e il rigido determinismo che opera nel meccanismo della selezione naturale nel momento in cui l'essere vivente mutato si deve mettere alla prova con l'ambiente.

#### Ilya Prigogine
Il fisico-chimico Ilya Prigogine (1917–2003), premio Nobel per la chimica nel 1977, che ha studiato a lungo i processi complessi negli stati di disequilibrio vedendovi strutture dissipative, avanza la teoria che il caso operando nel disequilibrio crei il nuovo mentre la necessità opera a valle fissando le novità. Egli afferma:  

#### Murray Gell-Mann
Nell'ambito della fisica subatomica Murray Gell-Mann (1929), lo scopritore dei quark e Premio Nobel per la fisica nel 1969,osserva che:
Gli fa eco l'astrofisico e cosmologo canadese Hubert Reeves che afferma: